# De Bellinga's
De Bellinga's is een YouTube-kanaal van het Nederlandse gezin Bellinga uit Raalte. Sinds het begin van een wereldreis in 2024 heeft het kanaal de naam De Bellinga's op wereldreis.
Het gezin bestaat uit Daniel (vader), Fara (moeder) en hun vier kinderen; Luan, Lucilla, Luxy en Lucius. Voorheen publiceerde het gezin zeven dagen per week een vlog die een weergave vormt van het gezinsleven, sinds het begin van 2024 is de uploadfrequentie echter gedaald naar drie vlogs per week (dinsdag, donderdag en zondag).  De ouders trachten een nalatenschap te creëren zodat niet alleen de kinderen maar ook toekomstige kleinkinderen met plezier kunnen terugkijken naar de vlogs. Naast het hoofdkanaal 'De Bellinga's' hebben alle kinderen een persoonlijk YouTube-kanaal waarin zij onder meer uitdagingen aangaan en worden gevolgd terwijl zij spelen. Verder identificeert het gezin zichzelf als christelijk.

## Historie
In 2013 startten Daniel en Fara Bellinga met het YouTube-kanaal SlankenFit.tv, bedoeld om de door hen gegeven gezondheidstrainingen te ondersteunen middels instructiefilmpjes. Later bleken de familiefilmpjes van het gezin vele malen populairder en kwam de focus volledig te liggen op het concept van de familievlog. Sinds 1 juni 2016 uploadde het gezin dagelijks een familievlog. In het begin van 2024 kondigden de Bellinga's aan dat zij voortaan niet meer op maandagen zouden vloggen, enkele weken daarna trokken zij dit principe ook door naar de donderdagen. Het gezin woonde eerst in een huurhuis in het Zwolse Stadshagen maar in maart 2021 betrokken de Bellinga's een eigen villa in Raalte.
Het gezin won in 2018 een VEED Award voor Beste Vlogger en in 2020 een Zapp award voor Favoriete Instagrammer.
In 2018 trad het gezin tweemaal op in een uitverkocht theater 'De Spiegel' in Zwolle.
In november 2021 werd het gezin genomineerd voor een Loden Leeuw in de categorie 'Meest irritante influencer', uitgereikt door het televisieprogramma Radar.

## Kritiek
Vanuit verschillende hoeken is er kritiek geuit op de manier waarop het gezin zijn vlogs vormgeeft. De kinderen zouden worden geëxploiteerd voor het maken van vlogs en de uit deze vlogs gegenereerde inkomsten. Het Bureau Jeugd en Media plaatste vraagtekens bij de rol van de jonge kinderen en uitte zijn zorgen over de ontwikkeling van kinderen die doorlopend door een camera worden gevolgd.
Zowel opvoedkundige en publiciste Marina van der Wal alsook de oprichter van het Bureau jeugd en Media, Justine Pardoen, noemden de vlogs van het gezin een vorm van kinderarbeid. Volgens Van der Wal zouden de kinderen als onderdeel van een commercieel concept in een arbeidsverhouding staan tot hun ouders. Hierop bepleitte zij een richtlijn die kinderen zou moeten beschermen tegen de behoefte van ouders om hen op jonge leeftijd bloot te stellen aan buitensporig veel aandacht. Kinderpsychologe en opvoedkundige Tischa Neve deelde de zorg dat de kinderen van het gezin geen inspraak hebben in de levensstijl die hen wordt opgelegd. Desalniettemin concludeerde zij dat dit niet per definitie schadelijk hoeft te zijn voor de kinderen.
Daniel Bellinga kreeg kritiek van familieleden nadat hij op 7 januari 2021 opnamen publiceerde van de uitvaart van zijn grootmoeder. Als reactie daarop werden diverse gezichten in de vlog onherkenbaar gemaakt en bood hij zijn excuses aan. Uiteindelijk werd de vlog verwijderd.
In een uitzending van 29 juli 2022 werd er in het programma Shownieuws kritisch gereageerd op een vlog van het gezin waarin de kinderen tijdens een wijnproeverij nipjes nemen van verschillende wijnen. Onder andere hoogleraar neuropsychologie Erik Scherder liet zich in de uitzending kritisch uit over de handelswijze van het gezin en benadrukte het risico dat kinderen lopen die op een vroege leeftijd worden blootgesteld aan alcohol.
Het onderzoeksprogramma BOOS wijdde zijn uitzending van 8 april 2025 aan het fenomeen familievloggers, met bijzondere focus op het gezin Bellinga. Tijdens deze aflevering werden diverse deskundigen geraadpleegd, waaruit de conclusie naar voren kwam dat kinderen die deel uitmaken van een familievlog – zoals in het geval van de Bellinga’s – mogelijk negatieve gevolgen kunnen ondervinden voor hun ontwikkeling en welzijn.

## Filmografie
- De Bellinga's: Huis op stelten (2022)[21]
- De Bellinga's: Vakantie op stelten (2023)[22]
- De Bellinga's: Pretpark op stelten (2024)[23]